# Paradisfågelvinge
Paradisfågelvinge (Ornithoptera alexandrae) är världens största dagfjäril, och återfinns i Nya Guinea.
Fjärilens spännvidd är över 28 centimeter, och den kan väga över 12 gram.